# 야카타부네

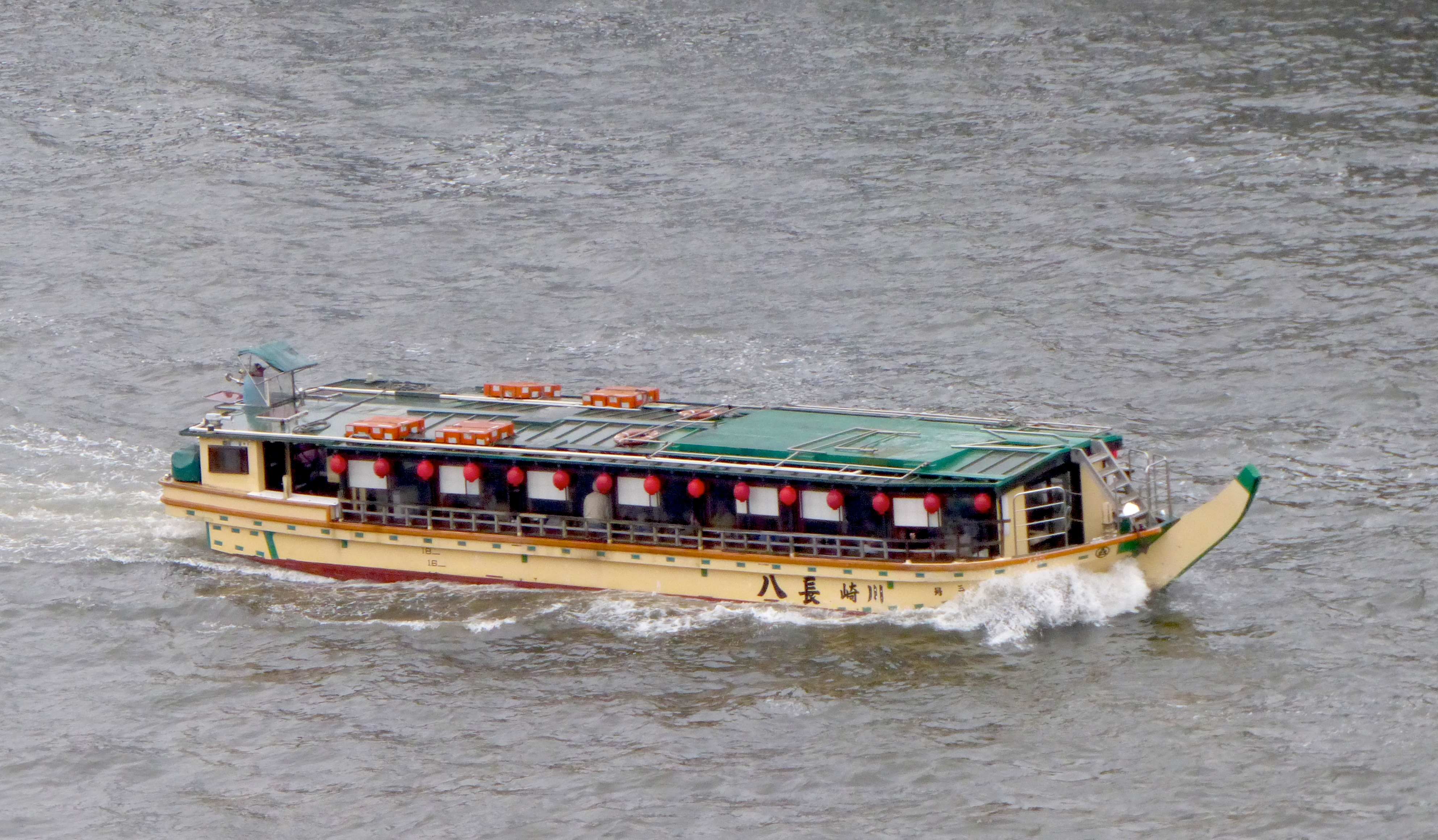
도쿄의 야카타부네

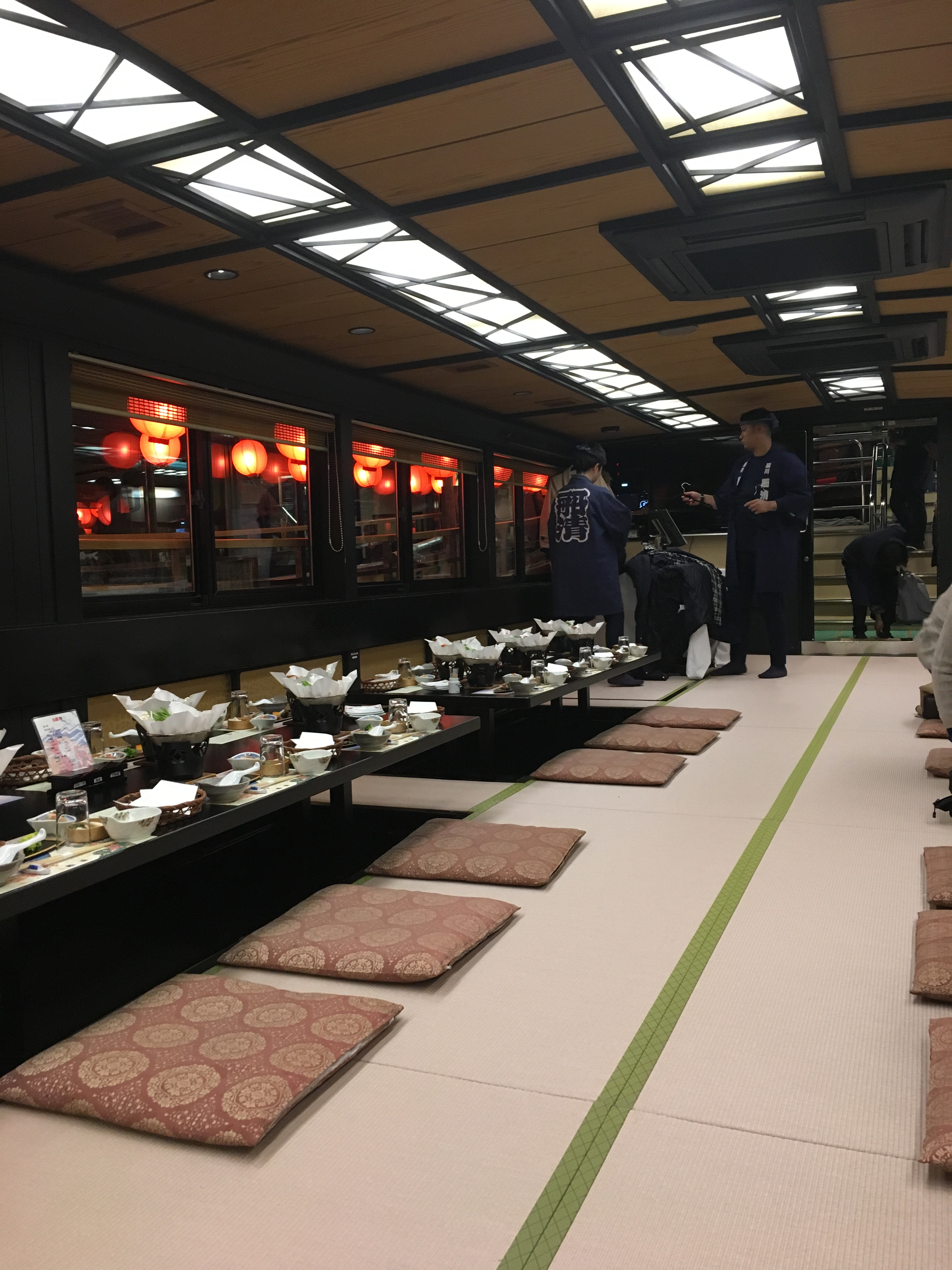
야카타부네의 내부 모습

야카타부네(屋形船)는 와센 (일본 배)의 일종이다. 주로 선상 연회와 식사를 즐길 수 있으며, 지붕과 다다미가 구비되어 있다.

## 역사
헤이안 시대부터 그 원형은, 귀족의 놀이 등에 사용되어 있었다. 하천 정비가 진행된 에도 시대에도 번영하여, 다이묘와 고쇼 등에게 하나미나 쓰키미, 불꽃놀이 등의 놀이에 애용되었다. 엔포 연간 (1680년 무렵)까지가 전성기로, 덴나 2년 (1682년)의 큰 배 대선건조의 금에 의해 쇠퇴하기 시작했다.
메이지 유신 이후에도 계속 사랑 받고 있지만, 제2차 세계 대전에서 패전 후 문화의 변화와 하천의 수질 오염 등으로 기세를 잃어갔다.
쇼와 시대 말기의 버블 경기와 수질 개선과 하천에서의 관광 등으로 야카타부네를 이용하는 등 검토되고 있다. 도쿄 등에서는 후나야도가 운영되는 야카타부네가 현역으로, 외국인 관광객도 받고 있다.